# Żurawia (Łódź)
Pour les articles homonymes, voir Żurawia.
Żurawia est une localité polonaise de la gmina de Biała Rawska, située dans le powiat de Rawa Mazowiecka en voïvodie de Łódź.